# Headin' South
Headin' South is een Amerikaanse filmkomedie uit 1918 onder regie van Allan Dwan en Arthur Rosson. De film is wellicht zoekgeraakt.

## Verhaal
De boswachter Headin' South gaat op zoek naar Spanish Joe, een Mexicaanse bandiet. Hij wil infiltreren in zijn bende. Hij wordt bovendien verliefd op een meisje, dat ontvoerd is door Spanish Joe.

## Rolverdeling
| Acteur              | Personage     |
| ------------------- | ------------- |
| Douglas Fairbanks   | Headin' South |
| Frank Campeau       | Spanish Joe   |
| Katherine MacDonald | Het meisje    |
| Jim Mason           | Assistent     |
| Johnny Judd         |               |
| Tom Grimes          |               |
| Art Acord           |               |
| Hoot Gibson         |               |
| Edward Burns        |               |
| Jack Holt           |               |